# عدنان ساجد خان
عدنان ساجد خان (بالإنجليزية: Adnan Sajid Khan)‏ هو ممثل هندي، ولد في 30 مايو 1963 في حيدر آباد في الهند.

## وصلات خارجية
- عدنان ساجد خان على موقع IMDb (الإنجليزية)
- عدنان ساجد خان على موقع قاعدة بيانات الفيلم (الإنجليزية)
- عدنان ساجد خان على موقع كينوبويسك (الروسية)